# Oncidium lentiginosum
Oncidium lentiginosum là một loài phong lan có ở Colombia tới miền bắc Venezuela.

## Hình ảnh

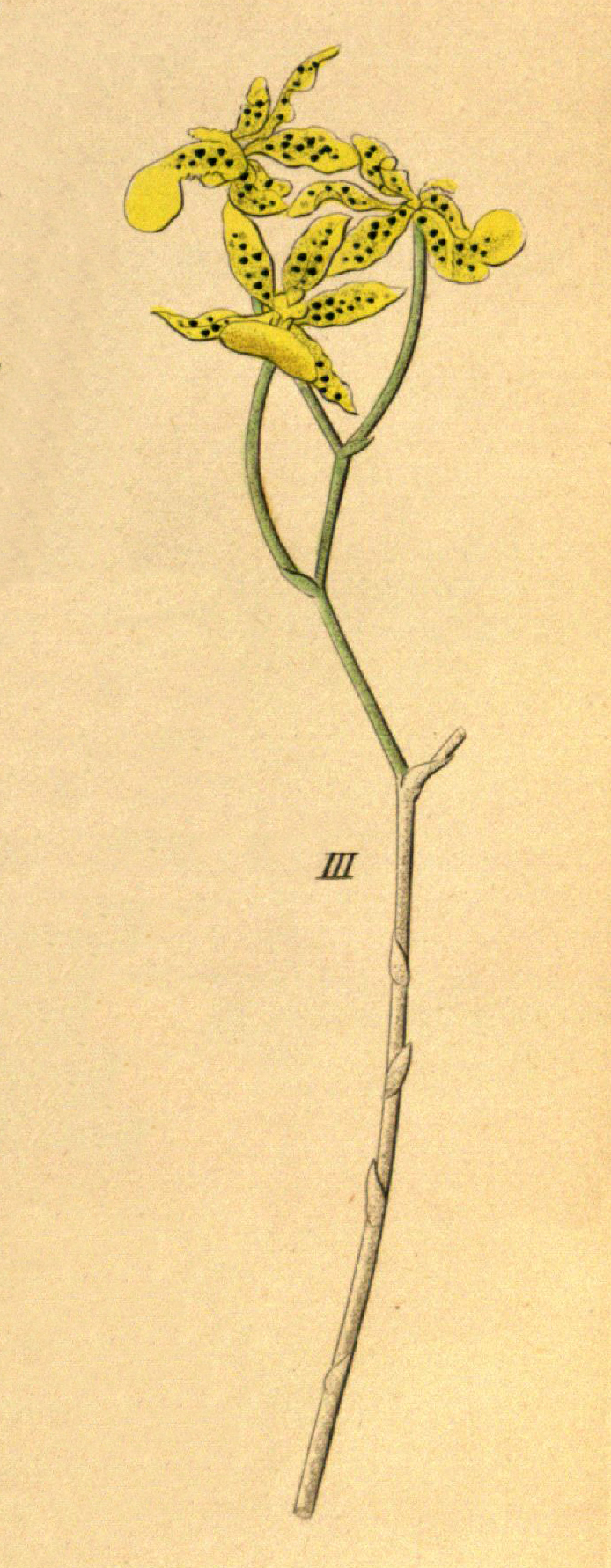